# Te (televíziós sorozat)
A Te (eredeti angol címén: You) amerikai pszichothriller televíziós sorozat, melyet Greg Berlanti és Sera Gamble alkotott. A sorozatot a Warner Horizon Television forgalmazza az Alloy Entertainment és  A&E Studios közreműködésével. Az első évad Caroline Kepnes 2014-es, azonos című regényén alapul. A történet Joe Goldbergről, egy New York-i könyvesbolt menedzseréről és sorozatgyilkosról (Penn Badgley) szól, aki szerelmes lesz az egyik vevőjébe, Guinevere Beckbe (Elizabeth Lail).
A sorozatot a Lifetime-on mutatták be 2018. szeptember 9-én Amerikában, világszerte viszont a Netflixen lett elérhető 2018. december 26-án. Az eredetileg alacsony nézettségű sorozat azután lett népszerű, hogy az első évad felkerült a Netflixre: 43 millió ember nézte meg a sorozatot a streaming szolgáltatónál. 2018. július 26-án, még az első évad premiere előtt a Lifetime bejelentette a Te második évadját, melynek alapjául Kepnes következő regénye, a Hidden Bodies (Elrejtett testek) szolgál. 2018. december 3-án bejelentették, hogy a sorozat saját gyártású Netflix-tartalom lett. A második évad már csak a Netflixen jelent meg 2019. december 26-án. 2020. januárjában a Netflix berendelte a sorozat harmadik évadját, amely 2021. október 15-én jelent meg. 2021 októberében a harmadik évad megjelenése elött a sorozatnak berendelték a negyedik évadját.

## Szereplők

### Főszereplők
| Színész           | Szereplő         | Magyar hang            | Évad     |
| ----------------- | ---------------- | ---------------------- | -------- |
| Penn Badgley      | Joe Goldberg     | Jéger Zsombor          | 1–       |
| Elizabeth Lail    | Guinevere Beck   | Dobó Enikő             | 1–2., 4. |
| Luca Padovan      | Paco             | Maszlag Bálint         | 1.       |
| Zach Cherry       | Ethan            | Elek Ferenc            | 1.       |
| Shay Mitchell     | Peach Salinger   | Molnár Ilona           | 1.       |
| Victoria Pedretti | Love Quinn       | Csuha Borbála          | 2–4.     |
| Jenna Ortega      | Ellie Alves      | Mayer Szonja           | 2.       |
| James Scully      | Forty Quinn      | Baráth István          | 2–3      |
| Ambyr Childers    | Candace Stone    | Dér Mária              | 1–2.     |
| Carmela Zumbado   | Delilah Alves    | Szilágyi Csenge        | 2.       |
| Saffron Burrows   | Dottie Quinn     | Bertalan Ágnes         | 2–3.     |
| Tati Gabrielle    | Marienne Bellamy | Katona Kinga           | 3–4.     |
| Shalita Grant     | Sherry Conrad    | Andrusko Marcella      | 3.       |
| Travis Van Winkle | Cary Conrad      | Horváth-Töreki Gergely | 3.       |
| Dylan Arnold      | Theo Engler      | Tasnádi Bence          | 3.       |
| Charlotte Ritchie | Kate Galvin      | Nagy Katica            | 4.       |
| Tilly Keeper      | Lady Phoebe      | Antóci Dorottya        | 4.       |
| Amy-Leigh Hickman | Nadia Farran     | Mayer Szonja           | 4.       |
| Rhys Montrose     | Ed Speleers      | Porogi Ádám            | 4.       |
| Lukas Gage        | Adam Pratt       | Darvasi Áron           | 4.       |

### Mellékszereplők
| Színész              | Szereplő                   | Magyar hang        | Évad |
| -------------------- | -------------------------- | ------------------ | ---- |
| Nicole Kang          | Lynn Lieser                | Nagy Blanka        | 1.   |
| Kathryn Gallagher    | Annika Atwater             | Staub Viktória     | 1.   |
| Mark Blum            | Mr. Mooney                 | Tarján Péter       | 1.   |
| Daniel Cosgrove      | Ron                        | Czvetkó Sándor     | 1.   |
| Victoria Cartagena   | Claudia                    | Mohácsi Nóra       | 1.   |
| Lou Taylor Pucci     | Benjamin "Benji" Ashby III | Dér Zsolt          | 1.   |
| Hari Nef             | Blythe                     | Ténai Petra        | 1.   |
| John Stamos          | Dr. Nicky                  | Welker Gábor       | 1–2. |
| Robin Lord Taylor    | Will Bettelheim            | Nagy Dániel Viktor | 2.   |
| Adwin Brown          | Calvin                     | Molnár Levente     | 2.   |
| Magda Apanowicz      | Sandy                      | Bálint Adrienn     | 2–3. |
| Chris D'Elia         | Joshua "Henderson" Bunter  | Nagypál Gábor      | 2.   |
| Charlie Barnett      | Gabe Miranda               | Hevesi László      | 2.   |
| Marielle Scott       | Lucy Sprecher              | Sipos Eszter Anna  | 2.   |
| Melanie Field        | Sunrise Darshan Cummings   | Koncz-Kiss Anikó   | 2.   |
| Danny Vasquez        | David Fincher              | Kisfalusi Lehel    | 2.   |
| Ben Mehl             | Dante Ferguson             | Stern Dániel       | 3.   |
| Christopher O'Shea   | Andrew                     | Markovics Tamás    | 3.   |
| Bryan Safi           | Jackson                    | Szatory Dávid      | 3.   |
| Mackenzie Astin      | Gil Brigham                | Karácsonyi Zoltán  | 3.   |
| Christopher Sean     | Brandon                    | Pavletits Béla     | 3.   |
| Shannon Chan-Kent    | Kiki                       | Szabó Zselyke      | 3.   |
| Mauricio Lara        | Paulie                     | Nagy Gereben       | 3.   |
| Scott Speedman       | Matthew Engler             | Papp Dániel        | 3.   |
| Ayelet Zurer         | Dr. Chandra                | Kis-Kovács Luca    | 3.   |
| Scott Michael Foster | Ryan Goodwin               | Mesterházy Gyula   | 3.   |
| Stephen Hagan        | Malcolm Harding            | Lengyel Benjámin   | 4.   |
| Adam James           | Elliot Tannenberg          | Pál Tamás          | 4.   |
| Niccy Lin            | Sophie Soo                 | László Lili        | 4.   |
| Ozioma Whenu         | Blessing Bosede            | Mikecz Estilla     | 4.   |

### Vendégszereplők
| Színész              | Szereplő              | Magyar hang     |
| 1. évad              | 1. évad               | 1. évad         |
| -------------------- | --------------------- | --------------- |
| Reg Rogers           | Paul Leahy professzor | Szatmári Attila |
| Michael Park         | Edwin Beck            | Rosta Sándor    |
| Emily Bergl          | Nancy Whitesell       |                 |
| Michael Maize        | Nico tiszt            |                 |
| Gerrard Lobo         | Raj                   |                 |
| Natalie Paul         | Karen Minty           | Solecki Janka   |
| Ryan Andes           | Ross                  |                 |
| 2. évad              |                       |                 |
| Steven W. Bailey     | Jasper Krenn          | Bácskai János   |
| Kathy Griffin        | önmaga                |                 |
| Michael Reilly Burke | Ray Quinn             | Lux Ádám        |
| David Paladino       | Alec Grigoryan        |                 |
| Haven Everly         | Gigi                  |                 |
| Andrew Creer         | Milo Warrington       | Ágoston Péter   |
| Daniel Durant        | James Kennedy         |                 |
| Madeline Zima        | Rachel                |                 |
| Brooke Johnson       | Sofia                 |                 |

### Magyar változat
- Magyar szöveg: Szemere Laura
- Hangmérnök: Erdélyi Imre (1×1–3, 4. évad), Weichinger Kálmán (1×4–10, 2–4. évad)
- Vágó: Kránitz Bence
- Gyártásvezető: Derzsi Kovács Éva
- Produkciós vezető: Haramia Judit
- Szinkronrendező: Dezsőffy Rajz Katalin

## Epizódok
| Évad | Évad | Epizódok         | Eredeti sugárzás    | Eredeti sugárzás   | Eredeti adó       | Magyar sugárzás    | Magyar adó |
| Évad | Évad | Epizódok         | Évadbemutató        | Évadzáró           | Eredeti adó       | Magyar sugárzás    | Magyar adó |
| ---- | ---- | ---------------- | ------------------- | ------------------ | ----------------- | ------------------ | ---------- |
|      | 1    | 10               | 2018. szeptember 9. | 2018. november 11. | Lifetime          | 2019. november 8.  |            |
|      | 2    | 10               | 2019. december 26.  | 2019. december 26. |                   | 2019. december 26. |            |
|      | 3    | 10               | 2021. október 15.   | 2021. október 15.  | 2021. október 15. |                    |            |
|      | 4    | 5                | 2023. február 9.    | 2023. február 9.   | 2023. február 9.  |                    |            |
| 5    | 4    | 2023. március 9. | 2023. március 9.    | 2023. március 9.   |                   |                    |            |
|      | 5    | 10               | 2025. április 24.   | 2025. április 24.  | 2025. április 24. |                    |            |

### 1. évad (2018)
| Sor. | Év. | Cím                                                           | Rendező            | Író                               | Premier                                |
| ---- | --- | ------------------------------------------------------------- | ------------------ | --------------------------------- | -------------------------------------- |
| 1.   | 1.  | Bevezető (Pilot)                                              | Lee Toland Krieger | Greg Berlanti és Sera Gamble      | 2018. szeptember 9. 2019. november 8.  |
| 2.   | 2.  | New York utolsó kedves embere (The Last Nice Guy in New York) | Lee Toland Krieger | Sera Gamble                       | 2018. szeptember 16. 2019. november 8. |
| 3.   | 3.  | Talán (Maybe)                                                 | Marcos Siega       | April Blair                       | 2018. szeptember 23. 2019. november 8. |
| 4.   | 4.  | A kapitány (The Captain)                                      | Vic Mahoney        | Michael Foley                     | 2018. szeptember 30. 2019. november 8. |
| 5.   | 5.  | Egy ágyban az ellenséggel (Living with the Enemy)             | Marta Cunningham   | Neil Reynolds                     | 2018. október 7. 2019. november 8.     |
| 6.   | 6.  | Amour Fou (Amour Fou)                                         | Marcos Siega       | Adria Lang                        | 2018. október 14. 2019. november 8.    |
| 7.   | 7.  | Teljesenség (Everythingship)                                  | Kellie Cyrus       | April Blair és Amanda Zetterström | 2018. október 21. 2019. november 8.    |
| 8.   | 8.  | Megfogtál, bébi (You Got Me, Babe)                            | Erin Feeley        | Caroline Kepnes                   | 2018. október 28. 2019. november 8.    |
| 9.   | 9.  | Candace (Candace)                                             | Martha Mitchell    | Kelli Breslin és Michael Foley    | 2018. november 4. 2019. november 8.    |
| 10.  | 10. | Kékszakáll vára (Bluebeard's Castle)                          | Marcos Siega       | Sera Gamble és Neil Reynolds      | 2018. november 11. 2019. november 8.   |

### 2. évad (2019)
| Sor. | Év. | Cím                                                                        | Rendező               | Író                               | Premier                               |
| ---- | --- | -------------------------------------------------------------------------- | --------------------- | --------------------------------- | ------------------------------------- |
| 11.  | 1.  | Új kezdet (A Fresh Start)                                                  | Kevin Rodney Sullivan | Sera Gamble                       | 2019. december 26. 2019. december 26. |
| 12.  | 2.  | Csak érintőlegesen (Just the Tip)                                          | Silver Tree           | Michael Foley                     | 2019. december 26. 2019. december 26. |
| 13.  | 3.  | Mire valók a barátok? (What Are Friends For?)                              | John Scott            | Neil Reynolds                     | 2019. december 26. 2019. december 26. |
| 14.  | 4.  | A jó, a rossz és a Hendy (The Good, the Bad, & the Hendy)                  | DeMane Davis          | Justin W. Lo                      | 2019. december 26. 2019. december 26. |
| 15.  | 5.  | Szép 7végét, Joe! (Have a Good Wellkend, Joe!)                             | Cherie Nowlan         | Amanda Johnson-Zetterström        | 2019. december 26. 2019. december 26. |
| 16.  | 6.  | Kedves Bunny, isten veled (Farewell, My Bunny)                             | Meera Menon           | Adria Lang                        | 2019. december 26. 2019. december 26. |
| 17.  | 7.  | Ex-isztenciális krízis (Ex-istential Crisis)                               | Shannon Kohli         | Kelli Breslin                     | 2019. december 26. 2019. december 26. |
| 18.  | 8.  | Félelem és reszketés Beverly Hillsben (Fear and Loathing in Beverly Hills) | Harry Jierjian        | Kara Lee Corthron és Justin W. Lo | 2019. december 26. 2019. december 26. |
| 19.  | 9.  | Magánnyomozó Joe (P.I. Joe)                                                | Silver Tree           | Michael Foley és Mairin Reed      | 2019. december 26. 2019. december 26. |
| 20.  | 10. | Igazából szerelem (Love, Actually)                                         | Silver Tree           | Sera Gamble és Neil Reynolds      | 2019. december 26. 2019. december 26. |

### 3. évad (2021)
| Sor. | Év. | Cím                                                                    | Rendező         | Író                                        | Premier                             |
| ---- | --- | ---------------------------------------------------------------------- | --------------- | ------------------------------------------ | ----------------------------------- |
| 21.  | 1.  | Boldogan éltek, míg meg nem haltak (And They Lived Happily Ever After) | Silver Tree     | Sera Gamble és Mairin Reed                 | 2021. október 15. 2021. október 15. |
| 22.  | 2.  | Elvettem egy baltás gyilkost (So I Married an Axe Murderer)            | Silver Tree     | Neil Reynolds és Kelli Breslin             | 2021. október 15. 2021. október 15. |
| 23.  | 3.  | Eltűnt fehér nő (Missing White Woman Syndrome)                         | John Scott      | Kara Lee Corthron és Justin W. Lo          | 2021. október 15. 2021. október 15. |
| 24.  | 4.  | Fogd meg a kezem (Hands Across Madre Linda)                            | John Scott      | Hillary Benefiel és Michael Foley          | 2021. október 15. 2021. október 15. |
| 25.  | 5.  | Irány az erdő (Into the Woods)                                         | Silver Tree     | Mairin Reed és Amanda Johnson-Zetterström  | 2021. október 15. 2021. október 15. |
| 26.  | 6.  | Anyaság (W.O.M.B.)                                                     | Silver Tree     | Kelli Breslin és Kara Lee Corthron         | 2021. október 15. 2021. október 15. |
| 27.  | 7.  | Itt mind őrültek vagyunk (We're All Mad Here)                          | Pete Chatmon    | Justin W. Lo és Amanda Johnson-Zetterström | 2021. október 15. 2021. október 15. |
| 28.  | 8.  | Párcserés támadás (Swing and a Miss)                                   | Pete Chatmon    | AB Chao és Dylan Cohen                     | 2021. október 15. 2021. október 15. |
| 29.  | 9.  | Intő jel (Red Flag)                                                    | Sasha Alexander | Michael Foley és Hillary Benefiel          | 2021. október 15. 2021. október 15. |
| 30.  | 10. | Mi a szerelem? (What Is Love?)                                         | Silver Tree     | Sera Gamble és Neil Reynolds               | 2021. október 15. 2021. október 15. |

### 4. évad (2023)
| Sor. | Év. | Cím                                                                | Rendező          | Író                                            | Premier                           |
| ---- | --- | ------------------------------------------------------------------ | ---------------- | ---------------------------------------------- | --------------------------------- |
| 31.  | 1.  | Joe vakációra megy (Joe Takes a Holiday)                           | John Scott       | Sera Gamble és Leo Richardson                  | 2023. február 9. 2023. február 9. |
| 32.  | 2.  | Egy művész portréja (Portrait of the Artist)                       | John Scott       | Kara Lee Corthron és Neil Reynolds             | 2023. február 9. 2023. február 9. |
| 33.  | 3.  | Gazdagzabáló (Eat the Rich)                                        | Shamim Sarif     | Justin W. Lo és Mairin Reed                    | 2023. február 9. 2023. február 9. |
| 34.  | 4.  | Hampsie (Hampsie)                                                  | Harry Jierjian   | Michael Foley és Amanda Johnson-Zetterstrom    | 2023. február 9. 2023. február 9. |
| 35.  | 5.  | A Róka és a kutya (The Fox and the Hound)                          | Harry Jierjian   | Hillary Benefiel és Dylan Cohen                | 2023. február 9. 2023. február 9. |
| 36.  | 6.  | Legjobb barátok (Best of Friends)                                  | John Scott       | Justin W. Lo és Leo Richardson                 | 2023. március 9. 2023. március 9. |
| 37.  | 7.  | Jó ember, kegyetlen világ (Good Man, Cruel World)                  | Rachel Leiterman | Ab Chao és Neil Reynolds                       | 2023. március 9. 2023. március 9. |
| 38.  | 8.  | Hová mész, hol jártál? (Where Are You Going, Where Have You Been?) | Rachel Leiterman | Kara Lee Corthron és Mairin Reed               | 2023. március 9. 2023. március 9. |
| 39.  | 9.  | Nincs ott (She's Not There)                                        | Penn Badgley     | Hillary Benefiel és Amanda Johnson-Zetterstrom | 2023. március 9. 2023. március 9. |
| 40.  | 10. | Jonathan Moore halála (The Death of Jonathan Moore)                | Harry Jierjian   | Michael Foley és Sera Gamble                   | 2023. március 9. 2023. március 9. |

### 5. évad (2025)
| Sor. | Év. | Cím                                                           | Rendező            | Író                               | Premier           |
| ---- | --- | ------------------------------------------------------------- | ------------------ | --------------------------------- | ----------------- |
| 41.  | 1.  | A legszerencsésebb fickó New Yorkban (The Luckiest Guy in NY) | Marcos Siega       | Michael Foley és Hillary Benefiel | 2025. április 24. |
| 42.  | 2.  | A vér vért kíván (Blood Will Have Blood)                      | Marcos Siega       | Justin W. Lo és Kelli Breslin     | 2025. április 24. |
| 43.  | 3.  | Imposztorszindróma (Impostor Syndrome)                        | Pete Chatmon       | Neil Reynolds és Maren Caldwell   | 2025. április 24. |
| 44.  | 4.  | My Fair Maddie (My Fair Maddie)                               | So Yong Kim        | Kara Lee Corthron és Dylan Cohen  | 2025. április 24. |
| 45.  | 5.  | Az utolsó tánc (Last Dance)                                   | Maggie Carey       | Amanda Johnson-Zetterström        | 2025. április 24. |
| 46.  | 6.  | A szerelem sötét arca (The Dark Face of Love)                 | Gaby Dellal        | Hillary Benefiel                  | 2025. április 24. |
| 47.  | 7.  | #JoeGoldberg (JoeGoldberg)                                    | Erica Dunton       | Leo Richardson                    | 2025. április 24. |
| 48.  | 8.  | Folie a Deux (Folie a Deux)                                   | Cheryl Dunye       | Kelli Breslin                     | 2025. április 24. |
| 49.  | 9.  | A fúriák bosszúja (Trial of the Furies)                       | Marcos Siega       | Justin W. Lo és Hillary Benefiel  | 2025. április 24. |
| 50.  | 10. | Finálé (Finale)                                               | Lee Toland Krieger | Michael Foley és Neil Reynolds    | 2025. április 24. |

## Fogadtatás

### Díjak és jelölések
| Év   | Díj                        | Kategória                                    | Nev(ek)                                                           | Eredmény | Ref.  |
| ---- | -------------------------- | -------------------------------------------- | ----------------------------------------------------------------- | -------- | ----- |
| 2019 | Szaturnusz-díj             | Legjobb streaming horror és thriller sorozat | Te                                                                | Jelölve  | [ 4 ] |
| 2019 | Szaturnusz-díj             | A legjobb színész egy streaming műsorban     | Penn Badgley                                                      | Jelölve  | [ 4 ] |
| 2019 | Szaturnusz-díj             | A legjobb színésznő egy streaming műsorban   | Elizabeth Lail                                                    | Jelölve  | [ 4 ] |
| 2020 | Casting Society of America | Televíziós bevezető és első évad – Dráma     | David H. Rapaport, Lyndsey Baldasare, Beth Bowling and Kim Miscia | Jelölve  | [ 5 ] |